# Sestlav (jupan)

Formaţiuni politice româneşti în secolele IX - XIII

Sestlav a fost unul din cei trei conducători din Dobrogea pomeniți în Alexiada. El a domnit în zona Vicinei, între cca.1080-1090 și a fost probabil, în rivalitate cu jupanul vecin Sacea. E posibil să fi fost de origine barbară, adică de neam migrator.